# Lian
Lian es un municipio filipino de tercera clase, perteneciente a la provincia de Batangas, en la isla de Luzón.

## Toponimia
Puede aparecer referido con las grafías «Lian» y «Liang».

## Historia
Hacia mediados del siglo XIX, el lugar tenía contabilizada una población de 2234 habitantes, repartidos en 372 casas. Aparece descrito en el segundo volumen del Diccionario geográfico, estadístico, histórico de las Islas Filipinas (1851) de Manuel Buzeta Núñez y Felipe Bravo con las siguientes palabras:

LIAN ó LIANG: pueblo con cura y gobernadorcillo, en la isla de Luzon, prov. de Batangas, dióc. de Manila; sit. en los 124° 21' long., 14° 2' lat., á la orilla izq. del r. á que da nombre, en terreno desigual y resguardado de los vientos del E. por el monte Batulao; su clima es templado y saludable. Tiene 372 casas, inclusas la parroquial y la de comunidad, que son las mejores. El único edificio notable es la igl.; se halla servida por un cura secular. Hay escuela de primeras letras, dotada de los fondos de comunidad. El cementerio está sit. á corta dist. de la pobl., en terreno ventilado. Ademas de la calzada real que atraviesa por este pueblo, tiene otro camino bueno con direccion al E., que conduce á Caitinga. El term. confina por N. O. con Nasugbu, cuyo pueblo dista unas 2 leg.; por O. con el mar y la ensenada á que da nombre; por S. S. E. con Calatagan (á 3 leg.); y al E. se halla el monte Butulao (á 5 leg.) El terreno es fértil, bañado por los r. Bayolbot, grande y chico, el de Catinga, Lian y algun otro. Las principales prod. son arroz y abacá, teniendo ademas otras en menor cantidad. idd.: la fabricacion de algunas telas de algodon y abacá, la caza, cria de ganados y la agricultura. pobl. 2,234 alm., trib. que pagaba en 1845, 967, equivalentes á 2,417 ½ rs. plata, que ascienden á 24,175 rs. vn.
(Buzeta y Bravo, 1851, p. 159)

En 2020, tenía censados 56 280 habitantes.